# Сиуатлан
Сиуатла́н (исп. Cihuatlán) — посёлок в Мексике, в штате Халиско, входит в состав одноименного муниципалитета и является его административным центром. Численность населения, по данным переписи 2020 года, составила 18 787 человек.

## Общие сведения
Название Cihuatlán с языка науатль можно перевести как: место, где много женщин.
В 1523 году конкистадоры во главе с Гонсало де Сандовалем прибыли в регион, где находилось поселение, в котором проживало около 500 женщин и только 20 мужчин.
В 1528 году Эрнан Кортес в отчёте королю Испании упоминает провинцию Сиуатлан, богатую золотом и жемчугом, населённую преимущественно женщинами.
Современное поселение было основано 20 февраля 1867 года по распоряжению митрополии Гвадалахары, после того как 29 сентября 1865 года река Марабаско вышла из берегов и смыла поселение, основанное в до-испанский период.
В 1886 году Сиуатлан получил статус посёлка.
Посёлок расположен на границе со штатом Колима в 310 км к юго-западу от столицы штата, города Гвадалахара, на федеральной трассе 200.

## Население
| Год  | Численность | Численность |
| ---- | ----------- | ----------- |
| 2000 | 15 697      | [ 7 ]       |
| 2005 | 15 392      | [ 8 ]       |
| 2010 | 18 164      | [ 9 ]       |
| 2020 | 18 787      | [ 10 ]      |